# H.H. Holmes
Herman Webster Mudgett (Gilmanton, New Hampshire, 16 mei 1861 – Philadelphia, Pennsylvania, 7 mei 1896), beter bekend onder de naam Dr. Henry Howard Holmes, was een van de eerste gedocumenteerde seriemoordenaars in de moderne betekenis van de term. In Chicago, tijdens de wereldtentoonstelling van 1893, opende Holmes het World's Fair Hotel, dat hij had ontworpen en gebouwd met als specifiek doel er moorden in te kunnen plegen. Hoewel hij uiteindelijk 27 moorden bekend heeft, waarvan er negen zijn bevestigd, zou het werkelijke aantal door Holmes gepleegde moorden zo'n 200 kunnen zijn.

## Jonge jaren
Mudgett werd als derde geboren in een gezin van vier kinderen. Op 4 juli 1878 trouwde hij met Clara Lovering in Alton, New Hampshire. Hun zoon Robert Lovering Mudgett werd op 3 februari 1880 geboren.
In 1882 begon hij aan een studie geneeskunde aan de University of Michigan's Department of Medicine and Surgery. Tijdens zijn studie ontvreemdde en verminkte hij lichamen uit het universiteitslaboratorium, waarna hij levensverzekeringen op de personen afsloot en onder valse voorwendselen verzekeringsgeld claimde waarbij de personen tijdens ongelukken omgekomen zouden zijn. Hierna verhuisde hij naar Chicago om een carrière als farmaceut te beginnen. Rond deze tijd begon Mudgett aan vele duistere praktijken, vastgoed- en promotionele deals onder de naam H.H. Holmes.
Op 28 januari 1887 trad hij in het huwelijk met Myrta Belknapp terwijl hij nog steeds getrouwd was met Clara. Enkele weken later diende hij zijn scheiding in, maar deze is nooit officieel afgerond. Met Myrta kreeg hij op 4 juli 1889 een dochter, Lucy Theodate Holmes.
Op 17 januari 1894 trouwde Holmes een derde keer, ditmaal met Georgiana Yoke, terwijl hij officieel nog steeds getrouwd was met Clara en Myrta. Hij had ook nog een relatie met Julia Smythe, de vrouw van een van zijn voormalige werknemers. Julia zou later een van Holmes' slachtoffers worden.

## Chicago en hetMoordkasteel

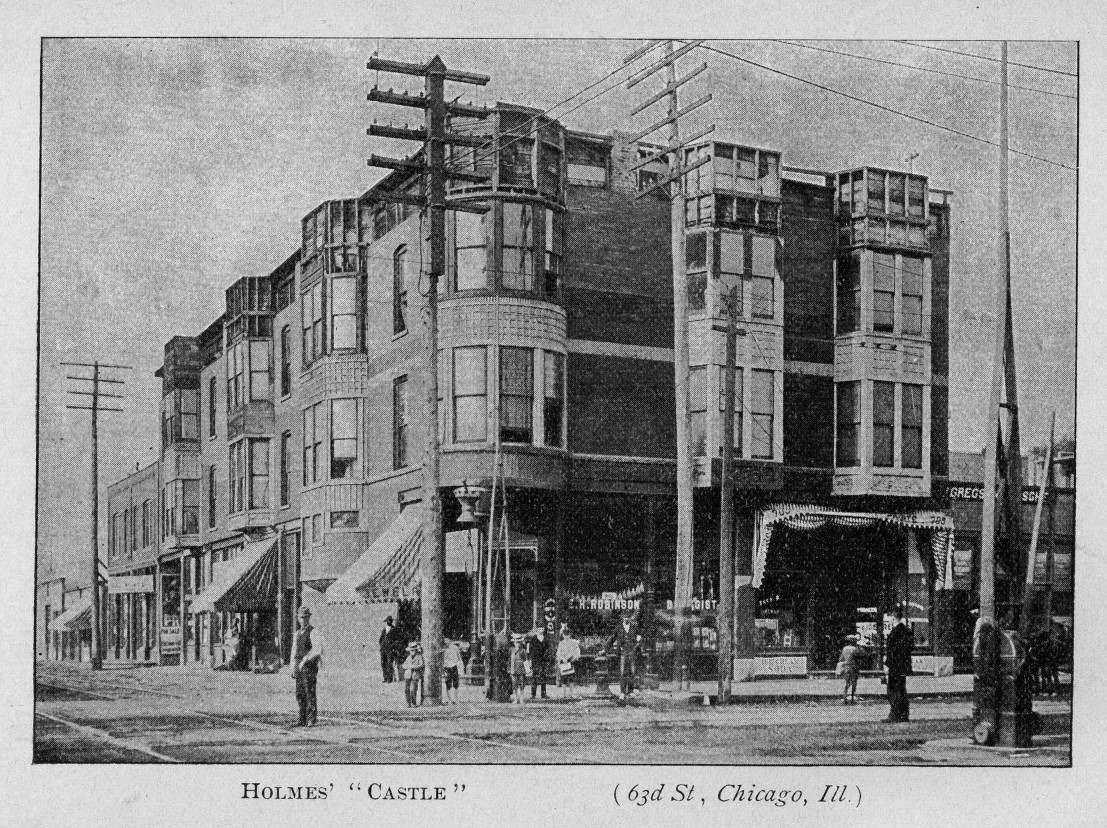
H.H. Holmes' "Moordkasteel"

In 1886 vestigde Holmes zich in Chicago en werkte hij in de drogisterij van Dr. Elizabeth S. Holton. Na de dood van haar man nam Holmes de winkel van Dr. Holton over. Later kocht Holmes een stuk grond aan de overkant van de drogisterij en bouwde er zijn kasteel, zoals mensen het in de buurt noemden. De naam van het gebouw was het World's Fair Hotel en het werd geopend als herberg voor de wereldtentoonstelling van 1893. De benedenverdieping van het Kasteel besloeg Holmes' eigen verplaatste drogisterij en verschillende andere winkels, terwijl de twee bovenste etages naast zijn persoonlijke kantoor een doolhof van 100 raamloze kamers met vreemd gevormde doorgangen naar doodlopende muren, trappen die naar niets leidden, deuren die alleen vanaf de buitenkant geopend konden worden en andere vreemde en labyrintische constructies bevatte. Holmes veranderde tijdens de bouw van het Kasteel regelmatig van aannemers, zodat hij de enige was die op de hoogte was van de indeling van het bizarre gebouw.
Tijdens de bouw van het Kasteel ontmoette Holmes Benjamin Pitezel, een man met een criminele achtergrond die als timmerman in het gebouw werkte. Pitezel zou door Holmes gebruikt worden als hulpje bij zijn misdaden.
Holmes had een voorkeur voor vrouwelijke slachtoffers, die hij onder zijn personeel (voor wie hij een levensverzekering afsloot die door Holmes betaald werd, waarvan hij de begunstigde was en die als extra bepaling in hun contract opgenomen was), minnaressen en gasten maakte. Enkelen van hen werden opgesloten in geluiddichte slaapkamers die waren aangesloten op open gasleidingen en vervolgens vergast. Andere slachtoffers werden opgesloten in een enorme brandkast vlak bij zijn kantoor, waarin zij werden achtergelaten om te stikken. Holmes kon dan luisteren naar de paniek en het geschreeuw van zijn slachtoffers terwijl zij stikten. De lichamen van zijn slachtoffers werden vervolgens via een geheime stortkoker in de kelder gegooid. Enkele van deze lichamen werden daarna ontleed en van hun vlees ontdaan, om tot skeletmodel omgevormd en later aan medische scholen verkocht te worden. Holmes maakte ook gebruik van twee grote ovens, ongebluste kalk en putten met zuur om zich van de lichamen te ontdoen. Daarnaast bevonden er zich in zijn kelder verschillende soorten gif en martelwerktuigen. Door zijn medische achtergrond en connecties in de medische wereld was het voor Holmes niet moeilijk om de skeletten en organen te verkopen.

## Arrestatie

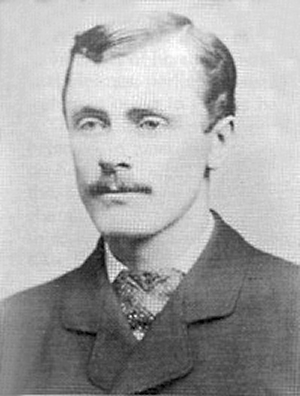
Benjamin Pitezel

Na de wereldtentoonstelling verliet Holmes Chicago, om schuldeisers te ontlopen. Hij ging naar Fort Worth in Texas, waar hij onroerend goed had geërfd van twee zussen, waarvan hij aan één had beloofd met haar te trouwen om hen vervolgens beiden te vermoorden. Zijn plan was om hier een nieuw Kasteel te creëren, zoals hij eerder in Chicago had gedaan. Na korte tijd stopte hij echter met dit project. Nadien verplaatste hij zich door de Verenigde Staten en Canada. De enige bevestigde moorden uit deze periode waren die op zijn langdurige medeplichtige Benjamin Pitezel en drie van diens kinderen.
Holmes had bedacht Pitezel zijn eigen dood te laten veinzen, waarna Pitezels vrouw de levensverzekering van 10.000 dollar op diens leven kon innen en deze zou delen met Holmes en zijn advocaat Jeptha Howe. Pitezel zou als een uitvinder onder de naam van B.F. Perry in een labexplosie om moeten komen, waarbij het lichaam zwaar gehavend zou raken. Holmes zou een lichaam moeten vinden om de rol van Pitezel over te nemen. In plaats daarvan vermoordde Holmes de nietsvermoedende Pitezel met chloroform en inde de levensverzekering die reeds op Pitezel zelf was afgesloten. Holmes overtuigde daarna de nietsvermoedende weduwe van Pitezel om drie van hun vijf kinderen bij hem onder te brengen, haar wijsmakend dat haar man zich in Londen bevond. Hij zou ook de drie kinderen tijdens zijn tocht ombrengen.
Op 17 november 1894 werd Holmes in aanwezigheid van zijn nietsvermoedende echtgenote gearresteerd, nadat hij was verraden door een voormalige celgenoot die hij had ontmoet toen hij enige tijd daarvoor kort had vastgezeten voor zwendel met paarden. Hij werd uiteindelijk opgespoord door een Pinkertondetective en opnieuw vastgehouden voor paardenzwendel.
Nadat de beheerder van het Kasteel de politie informeerde dat het hem niet toegestaan was om de bovenste verdiepingen van het gebouw te betreden, begon de politie een uitgebreid onderzoek en in de erop volgende maanden werden Holmes' praktijken blootgelegd.
Het totale aantal slachtoffers wordt geschat tussen de 20 en 100. Afgaande op de vermissing van personen die de wereldtentoonstelling bezochten maar nooit meer thuis kwamen en op de verklaringen van Holmes' buren, die hem regelmatig met jonge vrouwen naar binnen zagen gaan maar deze vrouwen nooit meer naar buiten zagen komen, kunnen het er ook 200 zijn. Holmes' slachtoffers waren voornamelijk (blonde) vrouwen, maar ook enkele mannen en kinderen vielen aan hem ten prooi.

## Proces en executie

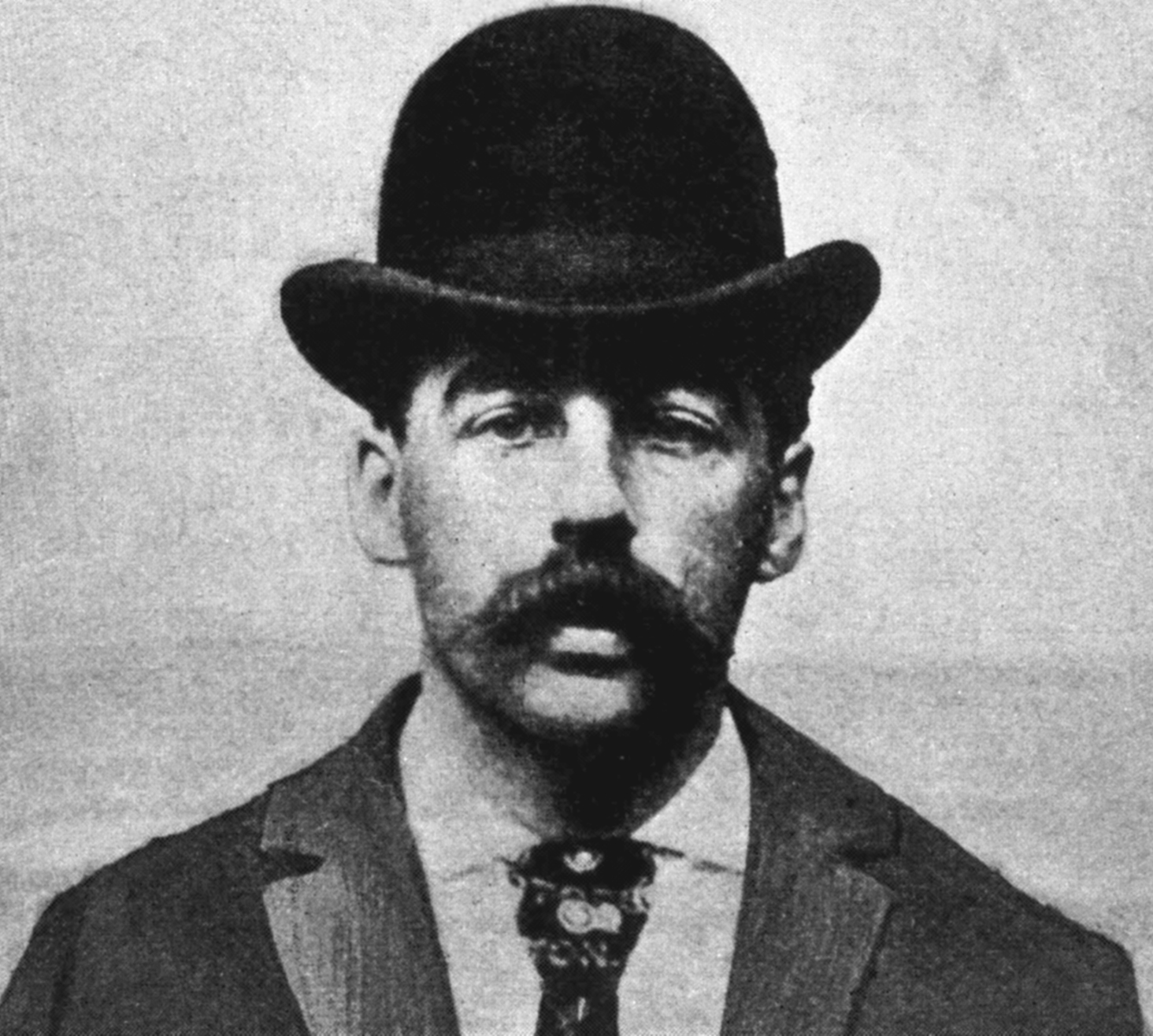
Politiefoto van H.H. Holmes

In oktober 1895 werd Holmes veroordeeld voor de moord op Benjamin Pitezel. Na zijn veroordeling gaf Holmes 27 moorden toe, maar vreemd genoeg waren enkele van de door hem genoemde personen nog in leven. Gedurende deze tijd heeft hij meerdere tegenstrijdige verklaringen afgegeven over zijn leven, waarbij hij eerst claimde onschuldig te zijn en later verklaarde bezeten te zijn geweest door Satan.
Op 7 mei 1896 werd hij opgehangen in de Moyamensing Prison in Philadelphia. Holmes' nek brak niet bij de val; in plaats daarvan hing hij meer dan een kwartier aan de galg te spartelen en pas na twintig minuten werd hij doodverklaard. Holmes werd begraven op de Holy Cross Cemetery in Yeadon.
Het Kasteel werd in augustus 1895 grotendeels door brand verwoest. De resten van het gebouw zijn in 1938 gesloopt.

## Bron
- Dit artikel of een eerdere versie ervan is een (gedeeltelijke) vertaling van het artikel H. H. Holmes op de Engelstalige Wikipedia, dat onder de licentie Creative Commons Naamsvermelding/Gelijk delen valt. Zie de bewerkingsgeschiedenis aldaar.